# Peking-Mopsfledermaus
Die Peking-Mopsfledermaus (Barbastella beijingensis) ist ein nur von zwei kleineren Regionen im östlichen China bekanntes Fledertier in der Familie der Glattnasen. Die Art wurde 2007 von einem chinesischen Forscherteam beschrieben und nach dem Fundort des Typusexemplars südwestlich von Peking benannt.

## Merkmale
Die Exemplare sind ohne Schwanz 50 bis 54 mm lang, die Schwanzlänge beträgt 33 bis 47 mm und das Gewicht liegt bei 10,5 bis 14 g. Die Art hat 41 bis 46,5 mm lange Unterarme und 13 bis 15,5 mm lange Ohren. Die Oberseite ist mit dunkelbraunem bis schwarzem Fell bedeckt, dessen Haare leicht hellere Spitzen aufweisen und auf der Unterseite ist etwas helleres Fell vorhanden. Auf der Schnauze sind Drüsen als Schwellungen sichtbar und gelegentlich lange Vibrissen vorhanden. Ein weiteres Kennzeichen sind die fast viereckigen Ohren, die auf der Stirn miteinander verbunden sind. Allgemein ähneln die Ohren eher der (Westlichen) Mopsfledermaus (Barbastella barbastellus) als anderen östlichen Gattungsvertretern. Im Gebiss hat der zweite obere Schneidezahn pro Seite zwei Höcker, der dritte Schneidezahn ist klein und der Eckzahn ist schmal.

## Verbreitung
Bis zum Jahr 2020 war die Peking-Mopsfledermaus nur vom genannten Gebiet bei Peking und von einem Fund beim Ort Lingbao in der Provinz Henan bekannt. Die Regionen liegen auf 400 beziehungsweise 700 Meter Höhe. Diese Fledermaus bewohnt Mischwälder mit Kiefern, Lebensbäumen und Eichen.

## Lebensweise
Die Exemplare ruhen am Tage in Höhlen und nicht mehr genutzten Tunneln. Sie teilen ihr Versteck mit der Großen Japan-Hufeisennase (Rhinolophus nippon), der Rickett-Wasserfledermaus (Myotis pilosus), dem Kleinen Mausohr (Myotis blythii) und Glattnasen der Gattung Murina. Von den Rufen zur Echoortung gibt es zwei Varianten. Die erste ist etwa 8 Millisekunden lang, beginnt bei durchschnittlich 42,7 kHz und endet bei 25,1 kHz. Die Dauer der zweiten Variante ist 5 Millisekunden bei einer Startfrequenz von 39,2 kHz und einer Endfrequenz bei 26,8 kHz. Die stärkste Intensität wird bei 39,4 beziehungsweise 32,1 kHz erreicht. Zur Nahrungswahl und Fortpflanzung gibt es keine artbezogenen Informationen.

## Gefährdung
Störungen durch Besucher und der Gebrauch von Pestiziden in der Landwirtschaft bedrohen den Bestand. Bis zum Jahr 2020 waren nur sechs Exemplare bekannt. Die IUCN listet die Peking-Mopsfledermaus mit ungenügender Datenlage (data deficient).